# Ballando con le stelle (seconda edizione)
La seconda edizione di Ballando con le stelle è andata in onda dal 17 settembre al 26 novembre 2005 su Rai 1, condotta da Milly Carlucci con Paolo Belli. 
L’edizione è stata vinta dalla coppia formata dalla showgirl Cristina Chiabotto e dal ballerino Raimondo Todaro. 
La prima puntata ha ottenuto 6 927 000 spettatori e il 40,03% di share, mentre la finale ha totalizzato 6 312 000 spettatori e il 32,44% di share.
Al termine di questa edizione si è svolta una seconda fase denominata Coppa dei Campioni, in cui le quattro coppie migliori della passata edizione (squadra rossa) si sono sfidate con le prime quattro coppie classificate di questa edizione (squadra azzurra), vedendo nuovamente il trionfo di Cristina Chiabotto e Raimondo Todaro. Questa fase del programma è andata in onda dal 3 dicembre 2005 al 6 gennaio 2006, serata in cui è stato registrato un ascolto di 7 983 000 spettatori e il 43,47% di share.
Inoltre lo show, in quest'edizione, è stato abbinato alla Lotteria Italia.

## Regolamento
Il regolamento della competizione rimane invariato, ma le coppie che si sfidano sono dodici e non più otto.
Un'altra novità introdotta è la gara che viene creata per ragazzini famosi soprannominata Ballando con le stelline, che si è svolta durante la prima fase del programma.

## Cast

### Concorrenti
| VIP                    | Attività                                   | Insegnante         | Stato                |
| ---------------------- | ------------------------------------------ | ------------------ | -------------------- |
| Cristina Chiabotto     | Modella, showgirl e conduttrice televisiva | Raimondo Todaro    | Vincitori            |
| Loredana Cannata       | Attrice                                    | Samuel Peron       | Secondi classificati |
| Vincenzo Peluso        | Attore e regista                           | Natalia Titova     | Terzi classificati   |
| Fabio Fulco            | Attore                                     | Claudia Nicolussi  | Quarti classificati  |
| Stefano Masciarelli    | Attore, doppiatore e comico                | Francesca Vispi    | Quinti classificati  |
| Youma Diakite          | Modella e attrice                          | Giuseppe Albanese  | Eliminati            |
| Alessandra Canale      | Attrice e conduttrice televisiva           | Simone Di Pasquale | Eliminati            |
| Mario Cipollini        | Ex ciclista                                | Marina Aleksejeva  | Eliminati            |
| Diego Armando Maradona | Ex calciatore                              | Angela Panico      | Ritirati             |
| Syusy Blady            | Conduttrice televisiva e cabarettista      | Emanuele Ricci     | Eliminati            |
| Marco Mazzocchi        | Giornalista e conduttore televisivo        | Vincenza Farnese   | Eliminati            |
| Francesca Reggiani     | Attrice e comica                           | Sergio Sampaoli    | Eliminati            |

### Giuria
- Roberto Flemack
- Heather Parisi
- Amanda Lear
- Guillermo Mariotto

Presidenti di Giuria
- 1ª puntata: Romina Power
- 2ª puntata: Remo Girone
- 3ª puntata: Alberto Tomba
- 4ª puntata: Lino Banfi
- 5ª puntata: Katia Ricciarelli
- 6ª puntata: Pooh
- 7ª puntata: Alessandra Martines
- 8ª puntata: Veronica Pivetti
- 9ª puntata: Luca Barbareschi
- 10ª puntata: Roberto Bolle
- 11ª puntata: Bruno Vespa

## Tabellone
Legenda
     Salvi
     Salvati dal televoto
     Non gareggiano in puntata
     Eliminati provvisoriamente
     Eliminati definitivamente
     Ripescati
     Ripescati, ma non rientrano in gara
     Ritirati
     Non partecipano a questa puntata ma rimangono in gara
| Concorrente            | Ballerino/a        | Puntate         | Puntate         | Puntate         | Puntate         | Puntate         | Puntate         | Puntate         | Puntate         | Puntate         | Puntate         | Puntate         | Puntate         |
| Concorrente            | Ballerino/a        | 1ª              | 2ª              | 3ª              | 4ª              | 5ª              | 6ª              | 7ª              | 8ª              | Ripescaggio     | Semifinale      | Semifinale      | Finale          |
| ---------------------- | ------------------ | --------------- | --------------- | --------------- | --------------- | --------------- | --------------- | --------------- | --------------- | --------------- | --------------- | --------------- | --------------- |
| Cristina Chiabotto     | Raimondo Todaro    | Salvi           | Salvi           | Salvi           | Salvi           | Salvi           | Salvi           | Salvi           | Salvi           | Salvi           |                 | Salvi           | Vincitori (58%) |
| Loredana Cannata       | Samuel Peron       | Salvi           | Salvi           | Salvi           | Salvi           | Salvi           | Salvi           | Ultimi 2 (77%)  | Salvi           | Salvi           |                 | Salvi           | Secondi (42%)   |
| Vincenzo Peluso        | Natalia Titova     | Salvi           | Salvi           | Salvi           | Salvi           | Salvi           | Salvi           | Salvi           | Ultimi 2 (56%)  | Salvi           |                 | Ultimi 2 (63%)  | Terzi (55%)     |
| Fabio Fulco            | Claudia Nicolussi  | Salvi           | Salvi           | Salvi           | Salvi           | Ultimi 2 (67%)  | Ultimi 2 (60%)  | Salvi           | Eliminati (44%) | Ripescati (25%) | Ripescati (64%) | Salvi           | Quarti (45%)    |
| Stefano Masciarelli    | Francesca Vispi    | Salvi           | Salvi           | Ultimi 2 (51%)  | Salvi           | Salvi           | Salvi           | Salvi           | Salvi           | Salvi           |                 | Salvi           | Quinti (44%)    |
| Youma Diakite          | Giuseppe Albanese  | Salvi           | Salvi           | Eliminati (49%) | Ripescati       | Eliminati (33%) |                 |                 |                 | Ripescati (25%) | Ripescati (55%) | Eliminati (37%) |                 |
| Mario Cipollini        | Marina Aleksejeva  | Salvi           | Ultimi 2 (51%)  | Salvi           | Salvi           | Salvi           | Eliminati (40%) |                 |                 | Ripescati (35%) | Eliminati (45%) |                 |                 |
| Alessandra Canale      | Simone Di Pasquale | Salvi           | Salvi           | Salvi           | Ultimi 2 (51%)  | Salvi           | Salvi           | Eliminati (33%) |                 | Eliminati       |                 |                 |                 |
| Syusy Blady            | Emanuele Ricci     | Salvi           | Salvi           | Salvi           | Eliminati (49%) |                 |                 |                 |                 | Eliminati       |                 |                 |                 |
| Diego Armando Maradona | Angela Panico      | Salvi           | Salvi           | Salvi           | Ritirati        |                 |                 |                 |                 |                 |                 |                 |                 |
| Marco Mazzocchi        | Vincenza Farnese   | Ultimi 2 (55%)  | Eliminati (49%) |                 |                 |                 |                 |                 |                 | Eliminati       |                 |                 |                 |
| Francesca Reggiani     | Sergio Sampaoli    | Eliminati (45%) |                 |                 |                 |                 |                 |                 |                 | Eliminati (15%) |                 |                 |                 |

## Dettaglio delle puntate

### Prima puntata
- Data: 17 settembre 2005
- Presidente di Giuria: Romina Power

Gara di puntata:
| Ordine di uscita | Concorrenti                            | Voto Giuria | Voto Giuria | Voto Giuria | Voto Giuria | Voto Giuria | Totale punteggio tecnico |
| Ordine di uscita | Concorrenti                            | Flemack     | Parisi      | Power       | Lear        | Mariotto    | Totale punteggio tecnico |
| ---------------- | -------------------------------------- | ----------- | ----------- | ----------- | ----------- | ----------- | ------------------------ |
| 11               | Loredana Cannata e Samuel Peron        | 9           | 9           | 10          | 9           | 8           | 45                       |
| 5                | Mario Cipollini e Marina Aleksejeva    | 8           | 9           | 9           | 8           | 7           | 41                       |
| 8                | Stefano Masciarelli e Francesca Vispi  | 8           | 9           | 9           | 8           | 7           | 41                       |
| 7                | Vincenzo Peluso e Natalia Titova       | 8           | 9           | 8           | 8           | 8           | 41                       |
| 6                | Youma Diakite e Giuseppe Albanese      | 6           | 7           | 8           | 7           | 8           | 36                       |
| 3                | Diego Armando Maradona e Angela Panico | 6           | 6           | 8           | 8           | 7           | 35                       |
| 1                | Cristina Chiabotto e Raimondo Todaro   | 7           | 6           | 8           | 7           | 7           | 35                       |
| 10               | Marco Mazzocchi e Vincenza Farnese     | 5           | 6           | 7           | 6           | 5           | 29                       |
| 4                | Syusy Blady e Emanuele Ricci           | 5           | 6           | 8           | 5           | 5           | 29                       |
| 12               | Fabio Fulco e Claudia Nicolussi        | 5           | 6           | 7           | 6           | 3           | 27                       |
| 2                | Alessandra Canale e Simone Di Pasquale | 4           | 6           | 6           | 5           | 4           | 25                       |
| 9                | Francesca Reggiani e Sergio Sampaoli   | 4           | 6           | 6           | 5           | 3           | 24                       |

Spareggio: vi partecipano gli ultimi due concorrenti classificati dalla media tra il punteggio ottenuto nella puntata e il televoto (Marco Mazzocchi e Vincenza Farnese, Francesca Reggiani e Sergio Sampaoli). Viene aperto il televoto, ma le esibizioni dei concorrenti vengono rimandate alla puntata successiva e il televoto rimane aperto per una settimana.

### Seconda puntata
- Data: 24 settembre 2005
- Presidente di Giuria: Remo Girone

Spareggio: vi partecipano gli ultimi due concorrenti della classifica della precedente puntata, rimasti al televoto per tutta la settimana; la coppia meno votata sarà eliminata provvisoriamente e andrà al ripescaggio che si svolgerà nelle prossime puntate. 
| Ordine di uscita | Concorrenti                          | Televoto | Esito                      |
| ---------------- | ------------------------------------ | -------- | -------------------------- |
| 1                | Marco Mazzocchi e Vincenza Farnese   | 55%      | Salvi                      |
| 2                | Francesca Reggiani e Sergio Sampaoli | 45%      | Eliminati provvisoriamente |

Gara di puntata:
| Ordine di uscita | Concorrenti                            | Voto Giuria | Voto Giuria | Voto Giuria | Voto Giuria | Voto Giuria | Totale punteggio tecnico |
| Ordine di uscita | Concorrenti                            | Flemack     | Parisi      | Girone      | Lear        | Mariotto    | Totale punteggio tecnico |
| ---------------- | -------------------------------------- | ----------- | ----------- | ----------- | ----------- | ----------- | ------------------------ |
| 4                | Stefano Masciarelli e Francesca Vispi  | 9           | 9           | 10          | 10          | 10          | 48                       |
| 2                | Loredana Cannata e Samuel Peron        | 8           | 9           | 8           | 9           | 10          | 44                       |
| 10               | Youma Diakite e Giuseppe Albanese      | 9           | 8           | 9           | 8           | 9           | 43                       |
| 1                | Vincenzo Peluso e Natalia Titova       | 9           | 9           | 9           | 7           | 8           | 42                       |
| 5                | Fabio Fulco e Claudia Nicolussi        | 8           | 9           | 7           | 9           | 8           | 41                       |
| 9                | Diego Armando Maradona e Angela Panico | 7           | 8           | 7           | 8           | 10          | 40                       |
| 11               | Mario Cipollini e Marina Aleksejeva    | 7           | 7           | 8           | 8           | 7           | 37                       |
| 3                | Marco Mazzocchi e Vincenza Farnese     | 8           | 8           | 6           | 7           | 6           | 35                       |
| 7                | Syusy Blady e Emanuele Ricci           | 6           | 8           | 6           | 7           | 7           | 34                       |
| 8                | Cristina Chiabotto e Raimondo Todaro   | 7           | 8           | 5           | 5           | 8           | 33                       |
| 6                | Alessandra Canale e Simone Di Pasquale | 7           | 7           | 5           | 5           | 5           | 29                       |

Spareggio: vi partecipano gli ultimi due concorrenti classificati dalla media tra il punteggio ottenuto nella puntata e il televoto (Mario Cipollini e Marina Aleksejeva, Marco Mazzocchi e Vincenza Farnese). Viene aperto il televoto, ma le esibizioni dei concorrenti vengono rimandate alla puntata successiva e il televoto rimane aperto per una settimana.

### Terza puntata
- Data: 1º ottobre 2005
- Presidente di Giuria: Alberto Tomba

Spareggio: vi partecipano gli ultimi due concorrenti della classifica della precedente puntata, rimasti al televoto per tutta la settimana; la coppia meno votata sarà eliminata provvisoriamente e andrà al ripescaggio che si svolgerà nelle prossime puntate. 
| Ordine di uscita | Concorrenti                         | Televoto | Esito                      |
| ---------------- | ----------------------------------- | -------- | -------------------------- |
| 1                | Mario Cipollini e Marina Aleksejeva | 51%      | Salvi                      |
| 2                | Marco Mazzocchi e Vincenza Farnese  | 49%      | Eliminati provvisoriamente |

Gara di puntata:
| Ordine di uscita | Concorrenti                            | Voto Giuria | Voto Giuria | Voto Giuria | Voto Giuria | Voto Giuria | Totale punteggio tecnico |
| Ordine di uscita | Concorrenti                            | Flemack     | Parisi      | Tomba       | Lear        | Mariotto    | Totale punteggio tecnico |
| ---------------- | -------------------------------------- | ----------- | ----------- | ----------- | ----------- | ----------- | ------------------------ |
| 5                | Loredana Cannata e Samuel Peron        | 9           | 9           | 9           | 10          | 10          | 47                       |
| 2                | Diego Armando Maradona e Angela Panico | 8           | 9           | 9           | 10          | 10          | 46                       |
| 4                | Stefano Masciarelli e Francesca Vispi  | 9           | 9           | 9           | 8           | 9           | 44                       |
| 3                | Cristina Chiabotto e Raimondo Todaro   | 9           | 9           | 9           | 8           | 8           | 43                       |
| 6                | Vincenzo Peluso e Natalia Titova       | 8           | 9           | 9           | 8           | 9           | 43                       |
| 10               | Mario Cipollini e Marina Aleksejeva    | 8           | 8           | 8           | 8           | 9           | 41                       |
| 1                | Youma Diakite e Giuseppe Albanese      | 9           | 8           | 8           | 7           | 8           | 40                       |
| 8                | Fabio Fulco e Claudia Nicolussi        | 7           | 7           | 8           | 8           | 8           | 38                       |
| 9                | Syusy Blady e Emanuele Ricci           | 7           | 8           | 7           | 7           | 9           | 38                       |
| 7                | Alessandra Canale e Simone Di Pasquale | 8           | 8           | 7           | 6           | 8           | 37                       |

Spareggio: vi partecipano gli ultimi due concorrenti classificati dalla media tra il punteggio ottenuto nella puntata e il televoto; la coppia meno votata sarà eliminata provvisoriamente e andrà al ripescaggio che si svolgerà nelle prossime puntate.
| Ordine di uscita | Concorrenti                           | Televoto | Esito                      |
| ---------------- | ------------------------------------- | -------- | -------------------------- |
| 1                | Stefano Masciarelli e Francesca Vispi | 51%      | Salvi                      |
| 2                | Youma Diakite e Giuseppe Albanese     | 49%      | Eliminati provvisoriamente |

### Quarta puntata
- Data: 8 ottobre 2005
- Presidente di Giuria: Lino Banfi
- Nota: Diego Armando Maradona si ritira dalla gara per motivi di salute; al suo posto è reintegrata la coppia eliminata la puntata precedente, Youma Diakite e Giuseppe Albanese.

Gara di puntata:
| Ordine di uscita | Concorrenti                            | Voto Giuria | Voto Giuria | Voto Giuria | Voto Giuria | Voto Giuria | Totale punteggio tecnico |
| Ordine di uscita | Concorrenti                            | Flemack     | Parisi      | Banfi       | Lear        | Mariotto    | Totale punteggio tecnico |
| ---------------- | -------------------------------------- | ----------- | ----------- | ----------- | ----------- | ----------- | ------------------------ |
| 7                | Mario Cipollini e Marina Aleksejeva    | 9           | 10          | 10          | 10          | 9           | 48                       |
| 4                | Stefano Masciarelli e Francesca Vispi  | 7           | 8           | 10          | 10          | 9           | 44                       |
| 3                | Vincenzo Peluso e Natalia Titova       | 8           | 9           | 9           | 9           | 9           | 44                       |
| 5                | Youma Diakite e Giuseppe Albanese      | 9           | 8           | 9           | 8           | 10          | 44                       |
| 2                | Syusy Blady e Emanuele Ricci           | 7           | 8           | 9           | 9           | 8           | 41                       |
| 6                | Alessandra Canale e Simone Di Pasquale | 6           | 8           | 8           | 9           | 8           | 41                       |
| 1                | Loredana Cannata e Samuel Peron        | 9           | 8           | 9           | 8           | 7           | 41                       |
| 8                | Fabio Fulco e Claudia Nicolussi        | 7           | 8           | 9           | 9           | 7           | 40                       |
| 9                | Cristina Chiabotto e Raimondo Todaro   | 6           | 7           | 9           | 8           | 7           | 37                       |

Spareggio: vi partecipano gli ultimi due concorrenti classificati dalla media tra il punteggio ottenuto nella puntata e il televoto (Syusy Blady e Emanuele Ricci, Alessandra Canale e Simone Di Pasquale). Viene aperto il televoto, ma le esibizioni dei concorrenti vengono rimandate alla puntata successiva e il televoto rimane aperto per una settimana.

### Quinta puntata
- Data: 15 ottobre 2005
- Presidente di Giuria: Katia Ricciarelli

Spareggio: vi partecipano gli ultimi due concorrenti della classifica della precedente puntata, rimasti al televoto per tutta la settimana; la coppia meno votata sarà eliminata provvisoriamente e andrà al ripescaggio che si svolgerà nelle prossime puntate. 
| Ordine di uscita | Concorrenti                            | Televoto | Esito                      |
| ---------------- | -------------------------------------- | -------- | -------------------------- |
| 1                | Syusy Blady e Emanuele Ricci           | 49%      | Eliminati provvisoriamente |
| 2                | Alessandra Canale e Simone Di Pasquale | 51%      | Salvi                      |

Gara di puntata:
| Ordine di uscita | Concorrenti                            | Voto Giuria | Voto Giuria | Voto Giuria | Voto Giuria | Voto Giuria | Totale punteggio tecnico |
| Ordine di uscita | Concorrenti                            | Flemack     | Parisi      | Ricciarelli | Lear        | Mariotto    | Totale punteggio tecnico |
| ---------------- | -------------------------------------- | ----------- | ----------- | ----------- | ----------- | ----------- | ------------------------ |
| 5                | Loredana Cannata e Samuel Peron        | 10          | 10          | 9           | 9           | 10          | 48                       |
| 4                | Mario Cipollini e Marina Aleksejeva    | 9           | 9           | 10          | 9           | 9           | 46                       |
| 6                | Stefano Masciarelli e Francesca Vispi  | 9           | 9           | 9           | 8           | 9           | 44                       |
| 1                | Cristina Chiabotto e Raimondo Todaro   | 8           | 9           | 9           | 8           | 8           | 42                       |
| 2                | Vincenzo Peluso e Natalia Titova       | 7           | 9           | 8           | 7           | 9           | 40                       |
| 7                | Fabio Fulco e Claudia Nicolussi        | 6           | 8           | 8           | 8           | 8           | 38                       |
| 3                | Youma Diakite e Giuseppe Albanese      | 9           | 7           | 8           | 7           | 6           | 37                       |
| 8                | Alessandra Canale e Simone Di Pasquale | 5           | 6           | 7           | 7           | 7           | 32                       |

Spareggio: vi partecipano gli ultimi due concorrenti classificati dalla media tra il punteggio ottenuto nella prima manche e il televoto; la coppia meno votata sarà eliminata provvisoriamente e andrà al ripescaggio che si svolgerà nelle prossime puntate.
| Ordine di uscita | Concorrenti                       | Televoto | Esito                      |
| ---------------- | --------------------------------- | -------- | -------------------------- |
| 1                | Fabio Fulco e Claudia Nicolussi   | 67%      | Salvi                      |
| 2                | Youma Diakite e Giuseppe Albanese | 33%      | Eliminati provvisoriamente |

### Sesta puntata
- Data: 22 ottobre 2005
- Presidente di Giuria: Pooh

Prova a sorpresa: i concorrenti non balleranno la coreografia preparata per la puntata, ma eseguiranno un medley di tre balli da loro già conosciuti e ballati precedentemente. Alla fine la giuria assegna un punteggio.
| Ordine di uscita | Concorrenti                            | Voto Giuria | Voto Giuria | Voto Giuria | Voto Giuria | Voto Giuria | Totale punteggio tecnico |
| Ordine di uscita | Concorrenti                            | Flemack     | Parisi      | Pooh        | Lear        | Mariotto    | Totale punteggio tecnico |
| ---------------- | -------------------------------------- | ----------- | ----------- | ----------- | ----------- | ----------- | ------------------------ |
| 5                | Loredana Cannata e Samuel Peron        | 10          | 10          | 10          | 10          | 9           | 49                       |
| 6                | Stefano Masciarelli e Francesca Vispi  | 9           | 10          | 10          | 9           | 10          | 48                       |
| 7                | Vincenzo Peluso e Natalia Titova       | 10          | 10          | 10          | 8           | 10          | 48                       |
| 2                | Cristina Chiabotto e Raimondo Todaro   | 8           | 9           | 10          | 8           | 9           | 44                       |
| 4                | Mario Cipollini e Marina Aleksejeva    | 9           | 9           | 9           | 9           | 8           | 44                       |
| 3                | Fabio Fulco e Claudia Nicolussi        | 7           | 8           | 9           | 8           | 9           | 41                       |
| 1                | Alessandra Canale e Simone Di Pasquale | 7           | 8           | 8           | 8           | 8           | 39                       |

Spareggio: vi partecipano gli ultimi due concorrenti classificati dalla media tra il punteggio ottenuto nella prova a sorpresa e il televoto; la coppia meno votata sarà eliminata provvisoriamente e andrà al ripescaggio che si svolgerà nelle prossime puntate.
| Ordine di uscita | Concorrenti                         | Televoto | Esito                      |
| ---------------- | ----------------------------------- | -------- | -------------------------- |
| 1                | Mario Cipollini e Marina Aleksejeva | 40%      | Eliminati provvisoriamente |
| 2                | Fabio Fulco e Claudia Nicolussi     | 60%      | Salvi                      |

### Settima puntata
- Data: 29 ottobre 2005
- Presidente di Giuria: Alessandra Martines

Prima manche: i concorrenti, in tre sfide, devono cimentarsi in un medley con musiche a loro sconosciute. Il voto di ogni giurato vale 5 punti, che vengono aggiunti come bonus al punteggio tecnico della gara di puntata. 
| Ordine di uscita | Concorrenti                            | Preferenza Giuria | Preferenza Giuria | Preferenza Giuria | Preferenza Giuria | Preferenza Giuria | Totale punteggio tecnico |
| Ordine di uscita | Concorrenti                            | Flemack           | Parisi            | Martines          | Lear              | Mariotto          | Totale punteggio tecnico |
| ---------------- | -------------------------------------- | ----------------- | ----------------- | ----------------- | ----------------- | ----------------- | ------------------------ |
| 1                | Fabio Fulco e Claudia Nicolussi        |                   |                   |                   |                   |                   | 0                        |
| 2                | Cristina Chiabotto e Raimondo Todaro   |                   |                   |                   |                   |                   | 25                       |
|                  |                                        |                   |                   |                   |                   |                   |                          |
| 3                | Loredana Cannata e Samuel Peron        |                   |                   |                   |                   |                   | 15                       |
| 4                | Vincenzo Peluso e Natalia Titova       |                   |                   |                   |                   |                   | 10                       |
|                  |                                        |                   |                   |                   |                   |                   |                          |
| 5                | Alessandra Canale e Simone Di Pasquale |                   |                   |                   |                   |                   | 5                        |
| 6                | Stefano Masciarelli e Francesca Vispi  |                   |                   |                   |                   |                   | 20                       |

Seconda manche: le coppie presentano il ballo preparato per questa puntata.
| Ordine di uscita | Concorrenti                            | Voto Giuria | Voto Giuria | Voto Giuria | Voto Giuria | Voto Giuria | Punti bonus | Totale punteggio tecnico |
| Ordine di uscita | Concorrenti                            | Flemack     | Parisi      | Martines    | Lear        | Mariotto    | Punti bonus | Totale punteggio tecnico |
| ---------------- | -------------------------------------- | ----------- | ----------- | ----------- | ----------- | ----------- | ----------- | ------------------------ |
| 2                | Cristina Chiabotto e Raimondo Todaro   | 10          | 9           | 10          | 8           | 9           | 25          | 71                       |
| 6                | Stefano Masciarelli e Francesca Vispi  | 9           | 10          | 9           | 9           | 10          | 20          | 67                       |
| 3                | Loredana Cannata e Samuel Peron        | 10          | 9           | 9           | 10          | 9           | 15          | 62                       |
| 4                | Vincenzo Peluso e Natalia Titova       | 9           | 10          | 8           | 9           | 9           | 10          | 55                       |
| 5                | Alessandra Canale e Simone Di Pasquale | 6           | 8           | 6           | 7           | 5           | 5           | 37                       |
| 1                | Fabio Fulco e Claudia Nicolussi        | 5           | 7           | 7           | 7           | 6           | 0           | 32                       |

Terza manche: I concorrenti dovranno inserire in una coreografia da loro conosciuta almeno due di tre prese acrobatiche imparate durante la stessa puntata.
| Ordine di uscita | Concorrenti                            | Voto Giuria | Voto Giuria | Voto Giuria | Voto Giuria | Voto Giuria | Punti precedenti | Totale punteggio tecnico |
| Ordine di uscita | Concorrenti                            | Flemack     | Parisi      | Martines    | Lear        | Mariotto    | Punti precedenti | Totale punteggio tecnico |
| ---------------- | -------------------------------------- | ----------- | ----------- | ----------- | ----------- | ----------- | ---------------- | ------------------------ |
| 2                | Cristina Chiabotto e Raimondo Todaro   | 10          | 10          | 10          | 9           | 10          | 71               | 120                      |
| 6                | Stefano Masciarelli e Francesca Vispi  | 8           | 10          | 9           | 10          | 9           | 67               | 113                      |
| 4                | Vincenzo Peluso e Natalia Titova       | 10          | 10          | 9           | 9           | 10          | 55               | 103                      |
| 3                | Loredana Cannata e Samuel Peron        | 7           | 8           | 7           | 9           | 9           | 62               | 102                      |
| 1                | Fabio Fulco e Claudia Nicolussi        | 9           | 10          | 9           | 9           | 9           | 32               | 78                       |
| 5                | Alessandra Canale e Simone Di Pasquale | 7           | 8           | 7           | 9           | 8           | 37               | 76                       |

Spareggio: vi partecipano gli ultimi due concorrenti classificati nel punteggio combinato tra giuria e televoto di tutte e tre le manches (Loredana Cannata e Samuel Peron, Alessandra Canale e Simone Di Pasquale). Viene aperto il televoto, ma le esibizioni dei concorrenti vengono rimandate alla puntata successiva e il televoto rimane aperto per una settimana.

### Ottava puntata
- Data: 5 novembre 2005
- Presidente di Giuria: Veronica Pivetti

Spareggio: vi partecipano gli ultimi due concorrenti della classifica della precedente puntata, rimasti al televoto per tutta la settimana; la coppia meno votata sarà eliminata provvisoriamente e andrà al ripescaggio che si svolgerà nella prossima puntata. 
| Ordine di uscita | Concorrenti                            | Televoto | Esito                      |
| ---------------- | -------------------------------------- | -------- | -------------------------- |
| 1                | Loredana Cannata e Samuel Peron        | 77%      | Salvi                      |
| 2                | Alessandra Canale e Simone Di Pasquale | 33%      | Eliminati provvisoriamente |

Prima manche: i concorrenti si cimentano in un medley sui cinque balli latini (Cha cha cha, Rumba, Jive, Paso doble e Samba).
| Ordine di uscita | Concorrenti                           | Voto Giuria | Voto Giuria | Voto Giuria | Voto Giuria | Voto Giuria | Totale punteggio tecnico |
| Ordine di uscita | Concorrenti                           | Flemack     | Parisi      | Martines    | Lear        | Mariotto    | Totale punteggio tecnico |
| ---------------- | ------------------------------------- | ----------- | ----------- | ----------- | ----------- | ----------- | ------------------------ |
| 5                | Loredana Cannata e Samuel Peron       | 10          | 10          | 10          | 9           | 10          | 49                       |
| 1                | Stefano Masciarelli e Francesca Vispi | 9           | 10          | 10          | 10          | 10          | 49                       |
| 4                | Vincenzo Peluso e Natalia Titova      | 9           | 10          | 10          | 9           | 10          | 48                       |
| 2                | Cristina Chiabotto e Raimondo Todaro  | 9           | 9           | 10          | 9           | 9           | 46                       |
| 3                | Fabio Fulco e Claudia Nicolussi       | 5           | 8           | 8           | 7           | 7           | 35                       |

Seconda manche: i concorrenti vengono esaminati su balli standard (Tango e Valzer). Alla fine di questa manche viene aperto un televoto e la coppia che, nel punteggio combinato fra giuria e televoto, si classifica all'ultimo posto sarà la prima ad andare allo spareggio finale. 
| Ordine di uscita | Concorrenti                           | Voto Giuria | Voto Giuria | Voto Giuria | Voto Giuria | Voto Giuria | Punti precedenti | Totale punteggio tecnico |
| Ordine di uscita | Concorrenti                           | Flemack     | Parisi      | Martines    | Lear        | Mariotto    | Punti precedenti | Totale punteggio tecnico |
| ---------------- | ------------------------------------- | ----------- | ----------- | ----------- | ----------- | ----------- | ---------------- | ------------------------ |
| 5                | Loredana Cannata e Samuel Peron       | 8           | 9           | 10          | 10          | 9           | 49               | 95                       |
| 1                | Stefano Masciarelli e Francesca Vispi | 7           | 10          | 10          | 10          | 9           | 49               | 95                       |
| 2                | Cristina Chiabotto e Raimondo Todaro  | 10          | 10          | 10          | 9           | 9           | 46               | 94                       |
| 4                | Vincenzo Peluso e Natalia Titova      | 8           | 10          | 9           | 9           | 8           | 48               | 92                       |
| 3                | Fabio Fulco e Claudia Nicolussi       | 7           | 8           | 8           | 8           | 8           | 35               | 74                       |

Terza manche: le coppie presentano il ballo preparato per questa puntata. La coppia che, nel punteggio combinato fra giuria e televoto, si classifica all'ultimo posto sarà la seconda ad andare allo spareggio finale. 
| Ordine di uscita | Concorrenti                           | Voto Giuria | Voto Giuria | Voto Giuria | Voto Giuria | Voto Giuria | Totale punteggio tecnico |
| Ordine di uscita | Concorrenti                           | Flemack     | Parisi      | Martines    | Lear        | Mariotto    | Totale punteggio tecnico |
| ---------------- | ------------------------------------- | ----------- | ----------- | ----------- | ----------- | ----------- | ------------------------ |
| 4                | Loredana Cannata e Samuel Peron       | 9           | 9           | 10          | 9           | 9           | 46                       |
| 1                | Stefano Masciarelli e Francesca Vispi | 8           | 9           | 10          | 10          | 9           | 46                       |
| 2                | Cristina Chiabotto e Raimondo Todaro  | 10          | 9           | 10          | 8           | 8           | 45                       |
| 3                | Vincenzo Peluso e Natalia Titova      | 7           | 9           | 9           | 9           | 9           | 43                       |

Spareggio: vi partecipano la coppia classificatasi ultima nel punteggio combinato tra giuria e televoto delle prime due manches e quella classificatasi ultima nel punteggio combinato tra giuria e televoto della terza manche; la coppia meno votata sarà eliminata provvisoriamente e andrà al ripescaggio che si svolgerà nella prossima puntata.
| Ordine di uscita | Concorrenti                      | Televoto | Esito                      |
| ---------------- | -------------------------------- | -------- | -------------------------- |
| 1                | Fabio Fulco e Claudia Nicolussi  | 44%      | Eliminati provvisoriamente |
| 2                | Vincenzo Peluso e Natalia Titova | 56%      | Salvi                      |

### Nona puntata -Ripescaggio
- Data: 12 novembre 2005
- Presidente di Giuria: Luca Barbareschi

Prima manche: le coppie si esibiscono nel ballo di puntata; la classifica combinata, giuria e televoto, decreta le prime due coppie che passano direttamente alla fase finale per rientrare in gara.
     Accedono alla terza manche
| Ordine di uscita | Concorrenti                            | Voto Giuria | Voto Giuria | Voto Giuria | Voto Giuria | Voto Giuria | Totale punteggio tecnico |
| Ordine di uscita | Concorrenti                            | Flemack     | Parisi      | Barbareschi | Lear        | Mariotto    | Totale punteggio tecnico |
| ---------------- | -------------------------------------- | ----------- | ----------- | ----------- | ----------- | ----------- | ------------------------ |
| 4                | Youma Diakite e Giuseppe Albanese      | 9           | 10          | 10          | 9           | 9           | 47                       |
| 7                | Francesca Reggiani e Sergio Sampaoli   | 8           | 9           | 10          | 9           | 10          | 46                       |
| 1                | Fabio Fulco e Claudia Nicolussi        | 8           | 8           | 10          | 9           | 9           | 44                       |
| 3                | Mario Cipollini e Marina Aleksejeva    | 8           | 8           | 8           | 7           | 7           | 38                       |
| 5                | Syusy Blady ed Emanuele Ricci          | 7           | 8           | 9           | 8           | 6           | 38                       |
| 2                | Alessandra Canale e Simone Di Pasquale | 7           | 8           | 8           | 7           | 7           | 37                       |
| 6                | Marco Mazzocchi e Vincenza Farnese     | 7           | 7           | 7           | 6           | 6           | 33                       |

Seconda manche: le coppie si cimentano in un medley a sorpresa su 5 balli di 5 stili diversi; la classifica combinata, giuria e televoto, decreta le altre due coppie che passano alla fase finale per rientrare in gara e le prime tre coppie che sono eliminate definitivamente. 
     Accedono alla terza manche
     Eliminati definitivamente
| Ordine di uscita | Concorrenti                            | Voto Giuria | Voto Giuria | Voto Giuria | Voto Giuria | Voto Giuria | Punti precedenti | Totale punteggio tecnico |
| Ordine di uscita | Concorrenti                            | Flemack     | Parisi      | Barbareschi | Lear        | Mariotto    | Punti precedenti | Totale punteggio tecnico |
| ---------------- | -------------------------------------- | ----------- | ----------- | ----------- | ----------- | ----------- | ---------------- | ------------------------ |
| 5                | Francesca Reggiani e Sergio Sampaoli   | 9           | 10          | 10          | 9           | 9           | 46               | 93                       |
| 2                | Mario Cipollini e Marina Aleksejeva    | 10          | 9           | 9           | 8           | 10          | 38               | 84                       |
| 1                | Alessandra Canale e Simone Di Pasquale | 8           | 8           | 8           | 8           | 9           | 37               | 78                       |
| 3                | Syusy Blady ed Emanuele Ricci          | 7           | 8           | 9           | 8           | 7           | 38               | 77                       |
| 4                | Marco Mazzocchi e Vincenza Farnese     | 7           | 9           | 9           | 8           | 7           | 33               | 73                       |

Terza manche: le coppie si esibiscono in un ballo da loro preparato; la classifica combinata, giuria e televoto, decreta le tre coppie che andranno allo spareggio con televoto aperto tutta la settimana, mentre la quarta classificata è definitivamente eliminata.
     Accedono allo spareggio
     Eliminati definitivamente
| Ordine di uscita | Concorrenti                          | Voto Giuria | Voto Giuria | Voto Giuria | Voto Giuria | Voto Giuria | Punteggio tecnico | Esito Giuria + Televoto |
| Ordine di uscita | Concorrenti                          | Flemack     | Parisi      | Barbareschi | Lear        | Mariotto    | Punteggio tecnico | Esito Giuria + Televoto |
| ---------------- | ------------------------------------ | ----------- | ----------- | ----------- | ----------- | ----------- | ----------------- | ----------------------- |
| 3                | Mario Cipollini e Marina Aleksejeva  | 9           | 9           | 10          | 9           | 9           | 46                | 35%                     |
| 2                | Youma Diakite e Giuseppe Albanese    | 10          | 9           | 10          | 8           | 8           | 45                | 25%                     |
| 4                | Francesca Reggiani e Sergio Sampaoli | 8           | 9           | 9           | 9           | 9           | 44                | 15%                     |
| 1                | Fabio Fulco e Claudia Nicolussi      | 8           | 8           | 9           | 9           | 9           | 43                | 25%                     |

### Decima puntata -Semifinale
- Data: 19 novembre 2005
- Presidente di Giuria: Roberto Bolle

Primo spareggio: vi partecipano i tre concorrenti salvi nella terza manche della precedente puntata, rimasti al televoto per tutta la settimana. La coppia più votata è ripescata, le altre due affrontano un secondo spareggio.
| Ordine di uscita | Concorrenti                         | Televoto | Esito                           |
| ---------------- | ----------------------------------- | -------- | ------------------------------- |
| 1                | Fabio Fulco e Claudia Nicolussi     | 64%      | Ripescati                       |
| 2                | Youma Diakite e Giuseppe Albanese   | 16%      | Ripescati ma non ancora in gara |
| 3                | Mario Cipollini e Marina Aleksejeva | 20%      | Ripescati ma non ancora in gara |

Secondo spareggio: vi partecipano i due concorrenti perdenti allo spareggio precedente. La coppia più votata è ripescata, l'altra è eliminata definitivamente.
| Ordine di uscita | Concorrenti                         | Televoto | Esito                     |
| ---------------- | ----------------------------------- | -------- | ------------------------- |
| 1                | Youma Diakite e Giuseppe Albanese   | 55%      | Ripescati                 |
| 2                | Mario Cipollini e Marina Aleksejeva | 45%      | Eliminati definitivamente |

Prima manche: le coppie presentano il ballo preparato per questa puntata.
| Ordine di uscita | Concorrenti                           | Voto Giuria | Voto Giuria | Voto Giuria | Voto Giuria | Voto Giuria | Totale punteggio tecnico |
| Ordine di uscita | Concorrenti                           | Flemack     | Parisi      | Bolle       | Lear        | Mariotto    | Totale punteggio tecnico |
| ---------------- | ------------------------------------- | ----------- | ----------- | ----------- | ----------- | ----------- | ------------------------ |
| 4                | Loredana Cannata e Samuel Peron       | 10          | 10          | 9           | 10          | 10          | 49                       |
| 1                | Stefano Masciarelli e Francesca Vispi | 9           | 10          | 9           | 10          | 10          | 48                       |
| 5                | Fabio Fulco e Claudia Nicolussi       | 8           | 10          | 8           | 9           | 10          | 45                       |
| 2                | Cristina Chiabotto e Raimondo Todaro  | 9           | 9           | 9           | 9           | 8           | 44                       |
| 6                | Youma Diakite e Giuseppe Albanese     | 10          | 8           | 9           | 8           | 8           | 43                       |
| 3                | Vincenzo Peluso e Natalia Titova      | 7           | 9           | 7           | 8           | 7           | 38                       |

Seconda manche: le coppie si cimentano in un esame sui balli caraibici; il punteggio, combinato tra i voti della giuria nelle due manches e il televoto, stabilisce la prima coppia che andrà allo spareggio finale, mentre le altre cinque accederanno alla terza manche.
| Ordine di uscita | Concorrenti                           | Voto Giuria | Voto Giuria | Voto Giuria | Voto Giuria | Voto Giuria | Punti precedenti | Totale punteggio tecnico |
| Ordine di uscita | Concorrenti                           | Flemack     | Parisi      | Bolle       | Lear        | Mariotto    | Punti precedenti | Totale punteggio tecnico |
| ---------------- | ------------------------------------- | ----------- | ----------- | ----------- | ----------- | ----------- | ---------------- | ------------------------ |
| 4                | Loredana Cannata e Samuel Peron       | 10          | 10          | 10          | 10          | 10          | 49               | 99                       |
| 2                | Cristina Chiabotto e Raimondo Todaro  | 10          | 10          | 9           | 10          | 9           | 44               | 92                       |
| 1                | Stefano Masciarelli e Francesco Vispi | 7           | 9           | 8           | 9           | 8           | 48               | 89                       |
| 6                | Youma Diakite e Giuseppe Albanese     | 10          | 9           | 9           | 9           | 8           | 43               | 88                       |
| 5                | Fabio Fulco e Claudia Nicolussi       | 8           | 9           | 8           | 10          | 7           | 45               | 87                       |
| 3                | Vincenzo Peluso e Natalia Titova      | 8           | 10          | 9           | 8           | 8           | 38               | 81                       |

Terza manche: le coppie si cimentano in una coreografia di tip tap; il punteggio, combinato tra i voti della giuria nelle due manches e il televoto, stabilisce la seconda coppia che andrà allo spareggio finale.
| Ordine di uscita | Concorrenti                           | Voto Giuria | Voto Giuria | Voto Giuria | Voto Giuria | Voto Giuria | Punti precedenti | Totale Punteggio Tecnico |
| Ordine di uscita | Concorrenti                           | Flemack     | Parisi      | Bolle       | Lear        | Mariotto    | Punti precedenti | Totale Punteggio Tecnico |
| ---------------- | ------------------------------------- | ----------- | ----------- | ----------- | ----------- | ----------- | ---------------- | ------------------------ |
| 4                | Loredana Cannata e Samuel Peron       | 8           | 9           | 8           | 10          | 10          | 99               | 144                      |
| 2                | Cristina Chiabotto e Raimondo Todaro  | 9           | 10          | 10          | 9           | 8           | 92               | 138                      |
| 5                | Fabio Fulco e Claudia Nicolussi       | 9           | 10          | 10          | 10          | 10          | 87               | 136                      |
| 1                | Stefano Masciarelli e Francesco Vispi | 8           | 10          | 9           | 10          | 9           | 89               | 135                      |
| 6                | Youma Diakite e Giuseppe Albanese     | 9           | 8           | 8           | 10          | 9           | 88               | 132                      |

Spareggio: vi partecipano la coppia classificatasi ultima nel punteggio combinato tra giuria e televoto delle prime due manches e quella classificatasi ultima nel punteggio combinato tra giuria e televoto della terza manche. La coppia più votata dal televoto rimane in gara, l'altra è eliminata definitivamente.
| Ordine di uscita | Concorrenti                       | Televoto | Esito                     |
| ---------------- | --------------------------------- | -------- | ------------------------- |
| 1                | Vincenzo Peluso e Natalia Titova  | 63%      | Salvi                     |
| 2                | Youma Diakite e Giuseppe Albanese | 37%      | Eliminati definitivamente |

### Undicesima puntata -Finale
- Data: 26 novembre 2005
- Presidente di Giuria: Bruno Vespa

Prima manche: le coppie presentano il ballo preparato per questa puntata.
| Ordine di uscita | Concorrenti                           | Voto Giuria | Voto Giuria | Voto Giuria | Voto Giuria | Voto Giuria | Totale punteggio tecnico |
| Ordine di uscita | Concorrenti                           | Flemack     | Parisi      | Vespa       | Lear        | Mariotto    | Totale punteggio tecnico |
| ---------------- | ------------------------------------- | ----------- | ----------- | ----------- | ----------- | ----------- | ------------------------ |
| 3                | Loredana Cannata e Samuel Peron       | 10          | 9           | 10          | 10          | 10          | 49                       |
| 2                | Cristina Chiabotto e Raimondo Todaro  | 9           | 9           | 9           | 9           | 8           | 44                       |
| 1                | Stefano Masciarelli e Francesca Vispi | 8           | 8           | 10          | 8           | 8           | 42                       |
| 4                | Fabio Fulco e Claudia Nicolussi       | 7           | 8           | 9           | 8           | 9           | 41                       |
| 5                | Vincenzo Peluso e Natalia Titova      | 7           | 8           | 8           | 8           | 7           | 38                       |

Seconda manche: le coppie balleranno uno stile conosciuto ma su musica a sorpresa, e dopo 30 secondi l'insegnante lascerà il concorrente vip ballare da solo. 
| Ordine di uscita | Concorrenti                           | Voto Giuria | Voto Giuria | Voto Giuria | Voto Giuria | Voto Giuria | Punti precedenti | Totale punteggio tecnico |
| Ordine di uscita | Concorrenti                           | Flemack     | Parisi      | Vespa       | Lear        | Mariotto    | Punti precedenti | Totale punteggio tecnico |
| ---------------- | ------------------------------------- | ----------- | ----------- | ----------- | ----------- | ----------- | ---------------- | ------------------------ |
| 3                | Loredana Cannata e Samuel Peron       | 7           | 10          | 9           | 9           | 9           | 49               | 93                       |
| 4                | Fabio Fulco e Claudia Nicolussi       | 8           | 10          | 10          | 9           | 9           | 41               | 87                       |
| 1                | Stefano Masciarelli e Francesco Vispi | 9           | 9           | 9           | 9           | 8           | 42               | 86                       |
| 2                | Cristina Chiabotto e Raimondo Todaro  | 9           | 7           | 9           | 8           | 6           | 44               | 83                       |
| 5                | Vincenzo Peluso e Natalia Titova      | 9           | 10          | 9           | 8           | 8           | 38               | 82                       |

Spareggio: vi partecipano le coppie arrivate ultime nelle due manches precedenti, con punteggio misto fra giuria e televoto. La coppia perdente viene eliminata e si classifica al quinto posto nella classifica finale.
| Ordine di uscita | Concorrenti                           | Televoto | Esito               |
| ---------------- | ------------------------------------- | -------- | ------------------- |
| 1                | Stefano Masciarelli e Francesca Vispi | 44%      | Quinti classificati |
| 2                | Vincenzo Peluso e Natalia Titova      | 56%      | Salvi               |

Terza manche - Sfide: le coppie devono affrontarsi in sfide dirette due contro due, tutti contro tutti, e vengono valutate da giuria e televoto. Le due coppie che ottengono il punteggio combinato maggiore accedono al ring finale, le due che ottengono il punteggio combinato minore vengono eliminate e si affrontano in uno spareggio per determinare il terzo e il quarto posto.
| Ordine di uscita | Concorrenti                          | Preferenza Giuria | Preferenza Giuria | Preferenza Giuria | Preferenza Giuria | Preferenza Giuria | Totale Punteggio Tecnico |
| Ordine di uscita | Concorrenti                          | Flemack           | Parisi            | Vespa             | Lear              | Mariotto          | Totale Punteggio Tecnico |
| ---------------- | ------------------------------------ | ----------------- | ----------------- | ----------------- | ----------------- | ----------------- | ------------------------ |
| 1                | Loredana Cannata e Samuel Peron      |                   |                   |                   |                   |                   | 15                       |
| 2                | Cristina Chiabotto e Raimondo Todaro |                   |                   |                   |                   |                   | 10                       |
|                  |                                      |                   |                   |                   |                   |                   |                          |
| 3                | Fabio Fulco e Claudia Nicolussi      |                   |                   |                   |                   |                   | 10                       |
| 4                | Vincenzo Peluso e Natalia Titova     |                   |                   |                   |                   |                   | 15                       |
|                  |                                      |                   |                   |                   |                   |                   |                          |
| 1                | Cristina Chiabotto e Raimondo Todaro |                   |                   |                   |                   |                   | 25                       |
| 2                | Fabio Fulco e Claudia Nicolussi      |                   |                   |                   |                   |                   | 0                        |
|                  |                                      |                   |                   |                   |                   |                   |                          |
| 3                | Vincenzo Peluso e Natalia Titova     |                   |                   |                   |                   |                   | 10                       |
| 4                | Loredana Cannata e Samuel Peron      |                   |                   |                   |                   |                   | 15                       |
|                  |                                      |                   |                   |                   |                   |                   |                          |
| 1                | Loredana Cannata e Samuel Peron      |                   |                   |                   |                   |                   | 15                       |
| 2                | Fabio Fulco e Claudia Nicolussi      |                   |                   |                   |                   |                   | 10                       |
|                  |                                      |                   |                   |                   |                   |                   |                          |
| 3                | Cristina Chiabotto e Raimondo Todaro |                   |                   |                   |                   |                   | 15                       |
| 4                | Vincenzo Peluso e Natalia Titova     |                   |                   |                   |                   |                   | 10                       |

Classifica Riassuntiva
| Concorrenti                           | Voto Giuria | Esito Giuria + Televoto | Risultato                    |
| ------------------------------------- | ----------- | ----------------------- | ---------------------------- |
| Cristiana Chiabotto e Raimondo Todaro | 50          | 47%                     | Accedono al ring finale      |
| Loredana Cannata e Samuel Peron       | 45          | 35%                     | Accedono al ring finale      |
| Vincenzo Peluso e Natalia Titova      | 35          | 12%                     | Spareggio per il Terzo Posto |
| Fabio Fulco e Claudia Nicolussi       | 20          | 6%                      | Spareggio per il Terzo Posto |

Spareggio per il Terzo Posto: vi partecipano le due coppie arrivate ultime nella manche precedente. 
| Ordine di uscita | Concorrenti                      | Televoto | Esito               |
| ---------------- | -------------------------------- | -------- | ------------------- |
| 1                | Fabio Fulco e Claudia Nicolussi  | 45%      | Quarti classificati |
| 2                | Vincenzo Peluso e Natalia Titova | 55%      | Terzi classificati  |

Ring finale: le due coppie rimaste in gara si sfidano per contendersi il primo posto cimentandosi in tre balli, due scelti dalla coppia rivale e uno scelto da loro stessi. 
| Ordine di uscita | Concorrenti                          | Televoto | Esito                |
| ---------------- | ------------------------------------ | -------- | -------------------- |
| 1                | Cristina Chiabotto e Raimondo Todaro | 58%      | Vincitori            |
| 2                | Loredana Cannata e Samuel Peron      | 42%      | Secondi classificati |

## Coppa dei campioni

### Concorrenti
Squadra Rossa – Prima Edizione
| Vip             | Insegnante         | Posizione |
| --------------- | ------------------ | --------- |
| Hoara Borselli  | Simone Di Pasquale | 1º posto  |
| Francesco Salvi | Angela Panico      | 2º posto  |
| Gianni Ippoliti | Valentina Vincenzi | 3º posto  |
| Igor Cassina    | Denise Abrate      | 4º posto  |

Squadra Blu – Seconda Edizione
| Vip                | Insegnante        | Posizione |
| ------------------ | ----------------- | --------- |
| Cristina Chiabotto | Raimondo Todaro   | 1º posto  |
| Loredana Cannata   | Samuel Peron      | 2º posto  |
| Vincenzo Peluso    | Natalia Titova    | 3º posto  |
| Fabio Fulco        | Claudia Nicolussi | 4º posto  |

## Ballando con le stelline

### Concorrenti
- Federico Russo – Priscilla Aluigi
- Eleonora Cadeddu – Luca Proietti
- Benedetta Gargari – Mattia Biagioli
- Giorgio Cantarini – Nicole Cartigiano